# 橋本由衣
橋本由衣（日语：／ Hashimoto Yui，1990年5月14日—），日本女子羽毛球运动员，前日本國家羽毛球隊成員。岩手縣出生，畢業於青森山田中学校及青森山田高校，現隸屬於NTT東日本株式會社（東京），並為該社的羽毛球隊成員，隊員編號2號。

## 簡歷
2012年，橋本由衣在俄羅斯羽毛球大獎賽女單決賽，以2比0（21-19, 21-12）擊敗隊友打田志津，奪得個人生涯首個國際大賽冠軍。

## 主要比賽成績
只列出曾進入準決賽的國際賽事成績：
| 年份   | 賽事                   | 公開賽級別 | 項目     | 成績   |
| ------ | ---------------------- | ---------- | -------- | ------ |
| 2011年 | 羅馬尼亞羽毛球國際賽   | 國際系列賽 | 女子單打 | 亞軍   |
| 2011年 | 波蘭羽毛球國際賽       | 國際挑戰賽 | 女子單打 | 準決賽 |
| 2011年 | 克羅地亞羽毛球國際賽   | 國際系列賽 | 女子單打 | 準決賽 |
| 2012年 | 大阪羽毛球國際挑戰賽   | 國際挑戰賽 | 女子單打 | 亞軍   |
| 2012年 | 俄羅斯羽毛球大獎賽     | 大獎賽     | 女子單打 | 冠軍   |
| 2013年 | 奧地利羽毛球國際挑戰賽 | 國際挑戰賽 | 女子單打 | 冠軍   |
| 2013年 | 瑞士羽毛球黃金大獎賽   | 黃金大獎賽 | 女子單打 | 準決賽 |
| 2013年 | 東亞運動會羽毛球比賽   | 其他       | 女子團體 | 銅牌   |
| 2014年 | 大阪羽毛球國際挑戰賽   | 國際挑戰賽 | 女子單打 | 冠軍   |
| 2014年 | 澳洲羽毛球超級賽       | 超級賽     | 女子單打 | 準決賽 |
| 2014年 | 亞洲運動會羽毛球比賽   | 其他       | 女子團體 | 銅牌   |
| 2015年 | 印度羽毛球超級賽       | 超級賽     | 女子單打 | 準決賽 |
| 2015年 | 印尼羽毛球首要超級賽   | 首要超級賽 | 女子單打 | 亞軍   |
| 2016年 | 馬來西亞羽毛球大師賽   | 黃金大獎賽 | 女子單打 | 準決賽 |
| 2016年 | 亞洲羽毛球團體錦標賽   | 其他       | 女子團體 | 亞軍   |
| 2017年 | 波蘭羽毛球公開賽       | 國際挑戰賽 | 女子單打 | 冠軍   |
| 2017年 | 大阪羽毛球國際挑戰賽   | 國際挑戰賽 | 女子單打 | 準決賽 |
| 2018年 | 大阪羽毛球國際挑戰賽   | 國際挑戰賽 | 女子單打 | 準決賽 |

| 2007-2017年 | 首要超級賽 | 超級賽 | 黃金大獎賽 | 大獎賽 | 國際挑戰賽 | 國際系列賽 | 未來系列賽 | 其他 |

| 2018-2026年 | 總決賽 | 超級1000賽 | 超級750賽 | 超級500賽 | 超級300賽 | 超級100賽 | 國際挑戰賽 | 國際系列賽 | 未來系列賽 | 其他 |